# 등자근
등자근(鐙子筋, stapedius) 또는 등골근(鐙骨筋)은 인체에서 가장 크기가 작은 골격근으로 귀 안에 위치한다. 길이는 1mm를 겨우 넘는 정도이다. 가운데귀에 위치한 귓속뼈 중 하나인 등자뼈를 안정하게 하는 역할을 한다. 등자뼈 역시 인체에서 가장 크기가 작은 뼈이다.

## 구조
등자근은 피라미드융기의 꼭대기에 뚫려 있는 구멍에서 일어난다. 피라미드융기는 가운데귀의 고실 뒷벽에 원뿔 모양으로 뾰족하게 솟아 있는 부분을 말한다. 그 후 등자뼈의 목에 닿는다.:863

### 신경 분포
얼굴신경의 가지인 등자근신경이 등자근에 분포한다.:863

## 기능
등자근은 등자뼈의 목을 당겨 등자뼈의 진동을 약하게 한다.:863 또한 소리반사에 관여하는 근육들 중 하나로서, 등자근은 등자뼈가 과도하게 움직이지 못하게 한다. 이를 통해 일반적인 외부 환경에서 속귀로 들어가는 소리의 강도를 조절하는 것을 돕는다.

## 임상적 중요성
등자근이 마비되면 등자뼈가 더 넓게 진동할 수 있게 되면서 귓속뼈가 소리의 진동에 더 강하게 반응한다. 이러한 상태를 청각과민증이라고 하며, 보통의 소리도 매우 시끄럽게 들리게 된다. 얼굴신경의 가지로, 등자근에 분포하는 등자근신경이나 등자근신경이 갈라지기 전에 얼굴신경 자체가 손상되면 등자근이 마비될 수 있다. 한쪽 얼굴신경이 마비되는 벨 마비의 경우에도 등자근이 마비되어 청각과민증이 발생할 수 있다.

## 같이 보기
- 청각
- 가운데귀
- 귓속뼈
- 등자뼈